# Адміністративний устрій Хмельницького району
Адміністративний устрій Хмельницького району — адміністративно-територіальний поділ Хмельницького району Хмельницької області на 1 селищну громаду, 5 сільських громад та 8 сільських рад, які об'єднують 78 населених пунктів та підпорядковані Хмельницькій районній раді. Адміністративний центр — місто Хмельницький, що є містом обласного значення та адміністративним центром Хмельницької області та до складу району не входить.

## Список громадХмельницького району
- Гвардійська сільська громада
- Лісовогринівецька сільська громада
- Олешинська сільська громада
- Розсошанська сільська громада
- Чорноострівська селищна громада
- Шаровечківська сільська громада

## Список радХмельницького району
| № | Назва                       | Центр         | Населені пункти                                                       | Площа км² | Місце за площею | Населення (2001), чол. | Місце за населенням |
| - | --------------------------- | ------------- | --------------------------------------------------------------------- | --------- | --------------- | ---------------------- | ------------------- |
| 1 | Бахматовецька сільська рада | с. Бахматівці | с. Бахматівці                                                         | 32,870    | 14              | 575                    | 35                  |
| 2 | Водичківська сільська рада  | с. Водички    | с. Водички с. Климківці                                               | 28,490    | 20              | 739                    | 29                  |
| 3 | Давидковецька сільська рада | с. Давидківці | с. Давидківці                                                         | 44,210    | 6               | 1938                   | 10                  |
| 4 | Копистинська сільська рада  | с. Копистин   | с. Копистин с-ще Богданівці с. Івашківці с. Колибань с. Мала Колибань | 36,490    | 11              | 3129                   | 5                   |
| 5 | Малиницька сільська рада    | с. Малиничі   | с. Малиничі с. Кудринці с. Рижулинці                                  | 29,960    | 16              | 1558                   | 12                  |
| 6 | Масівецька сільська рада    | с. Масівці    | с. Масівці                                                            | 59,160    | 3               | 900                    | 23                  |
| 7 | Пархомовецька сільська рада | с. Пархомівці | с. Пархомівці                                                         | 33,490    | 12              | 951                    | 20                  |
| 8 | Пироговецька сільська рада  | с. Пирогівці  | с. Пирогівці с. Прибузьке                                             | 39,510    | 8               | 1574                   | 11                  |

* Примітки: м. — місто, с-ще — селище, смт — селище міського типу, с. — село